# Erromenus labratus
Erromenus labratus là một loài tò vò trong họ Ichneumonidae.